# Carmelo Incorvaia
Carmelo Incorvaia (Licata, 7 febbraio 1941) è un politico italiano.
Ha ricoperto la carica di sindaco di Licata negli anni settanta per il Partito Comunista Italiano.
Dopo l'adesione a La Rete, nei primi anni novanta, è stato eletto deputato nelle file dei Progressisti in occasione delle elezioni politiche del 1994, risultando vincitore nel collegio di Licata.
Non si è riconfermato alle successive elezioni politiche del 1996, quando è stato sconfitto dal candidato del Polo per le Libertà Giuseppe Amato.

## Opere
- Carmelo Incorvaia, La Us Navy nello sbarco a Licata, in La Vedetta, giugno 2002, pagg. 10 e 11 e luglio-agosto 2002, pagg. 10 e 11